# Himileig Hoddbroddsson
Himileig Hoddbroddsson (n. 339) fue un caudillo vikingo, rey de Hålogaland (Håløigkonge). Aparece en diversas listas genealógicas de Haakon Jarl que se remontan hasta el patriarcado de Odín. Era hijo de Hoddbrodd Sverdhjaltsson y padre de Vedurhals Himileigsson.